# Dritte Limfjordverbindung
Die Dritte Limfjordverbindung (dänisch 3. Limfjordsforbindelse) ist eine geplante dritte Straßenverbindung über den Limfjord im Gebiet Nørresundby / Aalborg in Dänemark.
Die bestehenden Straßenverbindungen in der Aalborg Kommune sind die Limfjordsbroen, die am 30. März 1933 im Zentrum von Aalborg eingeweiht wurde, und der ab 1969 befahrbare Limfjordtunnel über die Autobahn in Rørdal.

## Geschichte
1973 wurden fünf alternative Routen untersucht und eine Brücke in Lindholm vorgeschlagen. 1975 wurde eine Vereinbarung über die Durchführung eines Skizzenprojekts für diese Variante getroffen, um die erforderlichen Landflächen reservieren zu können. Im September 1978 wurde der Vorschlag für diese Verbindung mit einer neuen Straße westlich von Aalborg bestätigt. Der Vorschlag wurde bis weit in die 1980er Jahre aufrechterhalten.
Im Herbst 1991 beschlossen Aalborg Kommune und Nordjyllands Amt eine neue Studie ohne staatliche Beteiligung. Im März 1992 wurde diese nach vorheriger Ausschreibung an ein Ingenieurbüro übergeben, das im Mai 1993 die Untersuchungsergebnisse vorlegte. Von den Modellen wurden eine Verbindung über Egholm, die schon zuvor betrachtete Lindholmlösung sowie ein Tunnel über den Karolinelundsvej oder ein paralleler Tunnel zum bestehenden Tunnel näher betrachtet. Die Baupreise wurden auf 500 bis 800 Millionen Kronen geschätzt, wobei der Tunnel über den Karolinelundsvej die teuerste Lösung darstellte.
Im Jahr 2000 veröffentlichte der Infrastrukturausschuss einen Bericht über den Verkehr in Aalborg. Er schlug eine Modernisierung der Ausrichtung der Stadtbusse vor. In dem Bericht wird erwähnt, dass im Jahr 2000 täglich 85.000 Fahrzeuge den Limfjord passierten. Darüber hinaus wurde die erwartete Anzahl von Fahrzeugen 2015 auf 120.000 Fahrzeuge pro Tag geschätzt.
2003 verabschiedete Nordjyllands Amt einen Regionalplan für eine Dritte Limfjordverbindung mit einer Autobahn westlich von Aalborg. Dies wurde jedoch von der Naturbehörde (Naturklagenævnet) 2006 abgelehnt, da der Bericht keine Bewertung in Bezug auf die Vogelwelt und die veränderten aktuellen Bedingungen im Fjord durchgeführt hatte.
2006 legte Nordjyllands Amt einen Vorschlag mit drei verschiedenen Lösungsoptionen vor:
- Westverbindung mit Fjordüberquerung über Lindholm (Autobahn)
- Westverbindung mit Fjordüberquerung über Egholm (Autobahn)
- Ostverbindung mit Fjordüberquerung über Paralleltunnel (Autobahn)

Die drei Optionen wurden in Zusammenarbeit mit Aalborg Kommune und dem dänischen Vejdirektoratet beschlossen.
Im April 2006 wurde Aalborg von einem Unfall mit dramatischen Folgen getroffen, als ein Gerüst während eines Gießprozesses einstürzte, so dass ein Autobahn-Tunnel für einige Tage geschlossen wurde. In diesen Tagen erlebten die Verkehrsteilnehmer ein Chaos. In der Folge wurde eine dritte Tunnelröhre gefordert. Vejdirektoratet unternahm aber erst 2010 neue Untersuchungen.
2007 wurde Nordjyllands Amt aufgelöst. Das dänische Statistikbüro veröffentlichte die Anzahl der Fahrzeuge über die Limfjordbrücke und den Limfjordtunnel:
| Jahr | Limfjordstunnel | Limfjordbrücke | Gesamt |
| ---- | --------------- | -------------- | ------ |
| 2006 | 58.246          | 31.364         | 89.610 |
| 2007 | 60.934          | 29.000         | 89.934 |
| 2008 | 61.484          | 27.220         | 88.704 |

Nach den Zahlen scheint die Anzahl der Fahrzeuge pro Tag, die den Limfjord überqueren, nur um 7,2 Promille pro Jahr gestiegen zu sein.
In dieser Debatte wurde unabhängig vom Fahrzeugverkehr vorgeschlagen, an der Seite der Eisenbahnbrücke einen Wander- und Radweg einzurichten. 2010 stellte Aalborg Kommune 18,5 Mio. DKK für dieses Projekt zur Verfügung. Die Errichtung der Kulturbro-Aalborg wurde 2012 auf unbestimmte Zeit verschoben, inzwischen jedoch realisiert und 2017 eröffnet.

## Egholmlinjen
Im August 2011 wurde der Bericht über die Umweltverträglichkeitsprüfung für die Westverbindung mit Fjordüberquerung über die Insel Egholm vorgelegt, die als einzige noch aktuell ist.
Die Egholmlinjen ist eine etwa 20 km lange vierspurige Autobahn mit Verbindung zur Europastraße 45 (Nordjyske Motorvej) im Süden und zur Europastraße 39 (Hirtshalsmotorvejen) im Norden. Die Autobahn verläuft westlich von Aalborg über die Insel Egholm unter dem südlichen Arm des Limfjords in einem Tunnel und über den nördlichen Arm auf einer niedrigen Brücke. Die Variante ist baulich gesichert, jedoch wurde noch kein Baugesetz verabschiedet. Mit dem „Investitionsplan 2030“ vom 12. März 2019 wurden Mittel für die Errichtung mit einem geplanten Beginn der Bauarbeiten 2024[veraltet] bereitgestellt.
Die Umweltverträglichkeitsprüfung wurde 2020 aktualisiert, wobei die grundlegende Linienführung nicht geändert wird. Es wurde jedoch untersucht, ob die neue Verbindung an der Straße Hasseris Enge weiter nach Westen verschoben werden kann. Darüber hinaus wird die neue Straße durch ein Brückenbauwerk mit der im Bau befindlichen Flughafenbahn Aalborg zum Flughafen Aalborg angepasst.
Nach Felduntersuchungen wurden Pflanzen und Tiere an der geplanten Neubaustrecke kartiert. Auf dieser Grundlage erstellte Vejdirektoratet einen Vorschlag für notwendige Anpassungen des Straßenbaus, der Bauwerke, der Flächenanforderungen und notwendiger Abhilfemaßnahmen. In ähnlicher Weise wurden die Kalkulation des Straßenprojekts sowie die Verkehrs- und sozioökonomischen Auswirkungen neu berechnet.
Vejdirektoratet plant eine öffentliche Beteiligung zur aktualisierten UVP-Studie. Hier haben Bürger, Interessensorganisationen, Behörden, Unternehmen und andere die Möglichkeit, das aktualisierte Bauprojekt für die Egholm-Linie und die abgeschlossene Umweltverträglichkeitsprüfung zu kommentieren. Die öffentliche Beteiligung sollte im ersten Quartal 2021 beginnen.